# Nyctipolia incondita
Nyctipolia incondita är en fjärilsart som beskrevs av William Schaus 1916. Nyctipolia incondita ingår i släktet Nyctipolia och familjen nattflyn. Inga underarter finns listade i Catalogue of Life.